# مجلة أسرار
مجلة أسرار هي مجلة شهرية، طبية اجتماعية نسائية، صادرة بترخيص من وزارة الإعلام السعودية.

## بدايتها
كانت بداية صدورها في عام 2009، ووصفت من خلال استطلاعات عديدة بأنها المجلة الطبية المتخصصة الأولى في عالم الإعلام بطابع اجتماعي شيق غير ممل.[بحاجة لمصدر].

## إصدار المجلة
تصدر مجلة أسرار عن شركة روابي الطبيعة، لمالكها رجل الأعمال السعودي ناجي المطلق، ولها مكتب رئيسي في الرياض وآخر في جدة.  

## رئيسة التحرير
منذ تأسيسها، ترأس تحرير مجلة أسرار الإعلامية المصرية أفنان البنا، وكان لها بصمة خاصة في تطور المجلة واستمرارها وقدرتها على منافسة المجلات الأخرى.